# Johan George Gleichman

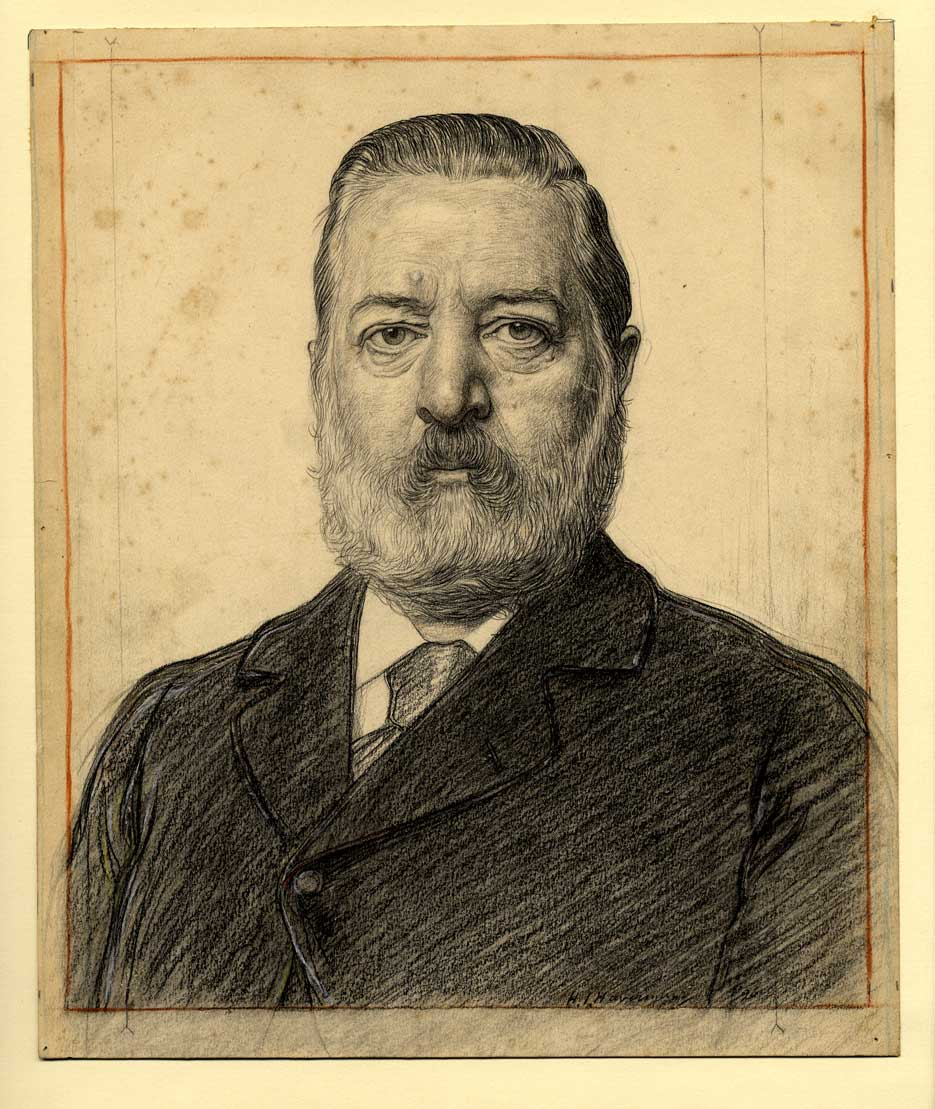
Johann Gleichman (1896)

Johan George Gleichman (* 19. Juli 1834 in Rotterdam; † 30. April 1906 in Den Haag) war ein niederländischer Politiker.

## Leben
Gleichman wurde nach zurückgelegten Studien 1860 Hilfsarbeiter im Finanzministerium, 1867 Agent und 1871 Direktor der niederländischen Bank. Von 1877 bis 1879 bekleidete er den Posten des Finanzministers und wurde 1880 als Abgeordneter in die Zweite Kammer der Generalstaaten gewählt, deren Präsident er von 1891 bis 1901 war. 1898 wurde ihm der Ehrentitel eines Staatsministers verliehen.

## Schriften
- Het leven van Mr. Adrianus Bogaers (1795–1870). Op verlangen zijner dochter uit zijne nagelaten papieren geschetst. Amsterdam 1875.
- Mr. F. A. van Hall als minister. Mededeelingen en herinneringen. Van Kampen, Amsterdam 1904.
- Opmerkingen over den politieken toestand van het oogenblik. Centen, Amsterdam 1891.